# Jules Caubet
Jules Caubet (Perpinyà, 1 de febrer del 1828 - París, 30 de gener del 1912) va ser un militar rossellonès, vice-almirall, que estigué vinculat a l'extensió del cablejat de telecomunicacions submarí.

## Biografia
Entrà a l'Escola naval el 4 d'octubre del 1844, i en sortí amb la graduació d'aspirant l'1 d'agost del 1846. Assolí la categoria d'alferes de navili (Enseigne de vaisseau) el 2 d'abril del 1851, i la de tinent de navili al 27 de novembre del 1869; fInalment, ascendí a capità de fragata l'1 de juny del 1870 i rebé les dues estrelles de contraalmirall l'1 d'octubre del 1886, quan va ser nomenat general major al port militar de Rochefort. Com a actuacions més rellevants, participà en la campanya de les Antilles (1846-1849), en expedicions a les costes d'Àfrica (1851-1853, 1873-1874), a la guerra de Crimea (expedició al mar Bàltic, presa de Kinburn 1854-1855), i formà part d'una missió naval al Brasil (1868-1869). Traspassat a tasques més burocràtiques, el 1881 va ser escollit membre de la comissió permanent de control i revisió del reglament d'armament i equipació; dirigí l'École navale a Brest (1885) i formà part de la Comissió permanent de mercats (1886). Va ser destinat a París l'1 d'octubre del 1888, per formar part del Consell de treballs del ministeri de Marina, on romangué fins a passar a la reserva el 1890.
El 1892 entrà com a administrador al consell de la "Société française des Télégraphes sous-marins" (SFTS) i el 1893 en fou elegit president. L'empresa adoptà el nom de "Compagnie Française des Câbles Télégraphiques" (CFCT) quan l'antiga SFTS es fusionà amb la "Compagnie Française du Télégraphe de Paris à New York", fet que es concretà a una assemblea extraordinària d'accionistes el 1895. El 1902 deixà d'exercir la presidència de la companyia, però romangué al consell com a administrador fins al seu traspàs, el 1912. Va ser membre corresponent de la Société Agricole, Scientifique et Littéraire des Pyrénées-Orientales des del 1881 i almenys fins al 1908.
Tingué dos fills: Edmond (1863-1920) i Louis Caubet (Brest, 19 de febrer del 1865 - París, 21 de gener del 1945). Aquest segon va ser també militar, i obtingué igualment el grau de contraalmirall; la seva carrera es veié greument afectada per l'amotinament de la tripulació del creuer cuirassat Waldeck-Rousseau (26-28 d'abril del 1919), sota el seu comandament directe.

### Posts
- 1846 Les Antilles, aspirant a la corbeta La Danaïde
- 1849 Esquadra del Mediterrani, navili de línia Océan
  - 1850 Fragata Iphigénie
  - 1850 Fragata Minerve, vaixell escola de canoneig
- 1851 Divisió de les costes occidentals d'Àfrica, alferes de navili al bergantí La Palinure. A aquesta destinació es lluí en els atacs al fort de Bissau, l'incident de Boë i a la presa de Grand Bassam (Costa d'Ivori) (mesos de juny a agost del 1853).
- 1854 Guerra de Crimea: campanya franco-anglesa al mar Bàltic i bombardeig de Bomarsund, navili de línia Duperré
  - 1855 Comandament de la canonera La Stridente; després de l'evacuació de Sebastòpol per les forces russes, es reuní amb l'esquadra francesa davant de Kinburn, a la desembocadura del Dnièper i cooperà en la presa d'aquesta fortalesa
- 1855? Esquadra de França, navili de línia Ulm
- 1857? Comandament d'un batalló d'aprenents de fusellers
- 1859 Esquadra de França, navilis de línia Eylau i Alexandre
- 1861 Professor a l'Escola Naval (situada al vaixell Borda al port de Brest)
- 1866 Divisió del Litoral Nord de França, comandament de l'avís Le Capelan
- 1868 Costes del Brasil i desembocadura del Riu de la Plata, Circe. Exercí de secretari del contraalmirall Frisquet, comandant en cap de l'estació francesa.
  - 1870 Tinent de navili al comandament de l'avís Le Bruix
- 1870 Guerra francoprussiana, esquadra de Toló, capità de fragata i segon de bord de la fragata cuirassada La Couronne. A l'abril del 1871 intervingué en la repressió de la revolta marsellesa.
- 1872 Segon de bord del vaixell-escola de canoneig Louis XIV
- 1873 Costes d'Algèria, al comandament del transport Ardèche
- 1875 Port de Brest, segon al Desaix
- 1878 Nova Caledònia, capità de navili de vaixell de línia Le Tage (que intervingué el 1878 en la revolta dels canacs de Nouméa), la fragata Suffren i el Trident
- 1881 Tunísia, participació en el bombardeig de Sfax i la presa de Gabès
- 1883 Charles Brun, breument ministre de Marina i de les Colònies, el nomenà primer ajudant de camp
- 1885 Comandant de l'Escola Naval
- 1885 Major general de la marina a Rochefort
- 1888 Membre del Consell d'Obres de la Marina
- 1890 Pas al quadre de reserva

### Distincions

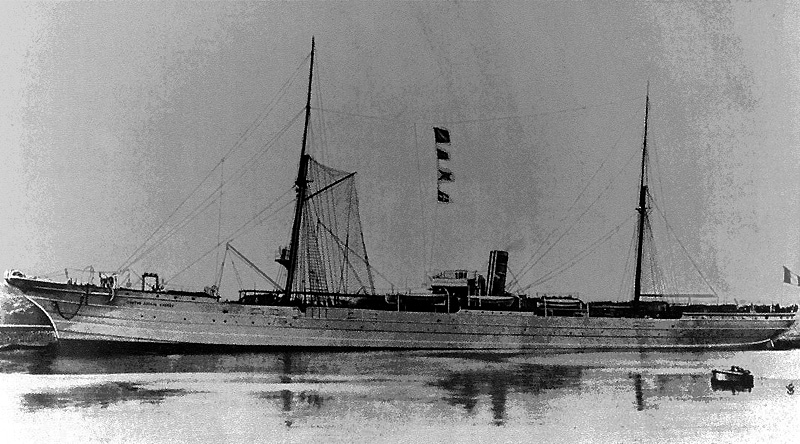
Vaixell cablejador Contre Amiral Caubet

Fou promogut als graus de cavaller (15.9.1854), oficial (21.8.1874) i comandant de la Legió d'Honor (5.7.1888). Rebé les medalles del Bàltic (1854-1855) i de Crimea (1855), i entrà com a cavaller a l'Orde de la Torre i l'Espasa (Portugal) i a l'orde de Medjidié - 5a. classe (Turquia).
Entre 1896 i 1916 (encara que navegant per a la CFCT únicament entre 1897 i 1911, de 1911 a 1916 fent de dipòsit de cable únicament), un vaixell cablejador portà el seu nom (Contre Amiral Caubet).